# 발산초등학교
발산초등학교(鉢山初等學校)는 대한민국 전북특별자치도 군산시 개정면에 있는 공립 초등학교이다.

## 역사
발산초등학교 터는 일제강점기 시기 일본인 시마타니 야소야(島谷八十八)가 운영하던 농장이었다. 당시 시마타니는 구마모토 리헤이 등과 함께 군산 5대 부호로 불릴 정도의 재산을 축적하였다. 시마타니는 농장에 각지의 문화재를 끌어 모았다. 지금도 당시 모아 두었던 석물들이 학교 뒷뜰에 남아 있고, 시마타니가 사용했던 귀중품 보관용 창고가 있다. 창고에는 농장의 주요 서류와 현금, 그리고 고미술품들이 있었는데 미군정 시기 미군이 가져갔다고 한다.
1947년 개정공립국민학교의 분교로 학교 설립 인가가 이루어졌고, 1948년 정규 8학급의 발산국민학교로 승격하였다. 2013년 2월 15일 제 65회 졸업식으로 누적 졸업생 수는 총 5,030명이 되었고, 2014년 6학급으로 편성되어 운영되고 있다.
2017년의 재학생은 42명이고, 입학생은 8명이었다. 1988년 설치된 병설 유치원이 있다.

## 소장 문화재

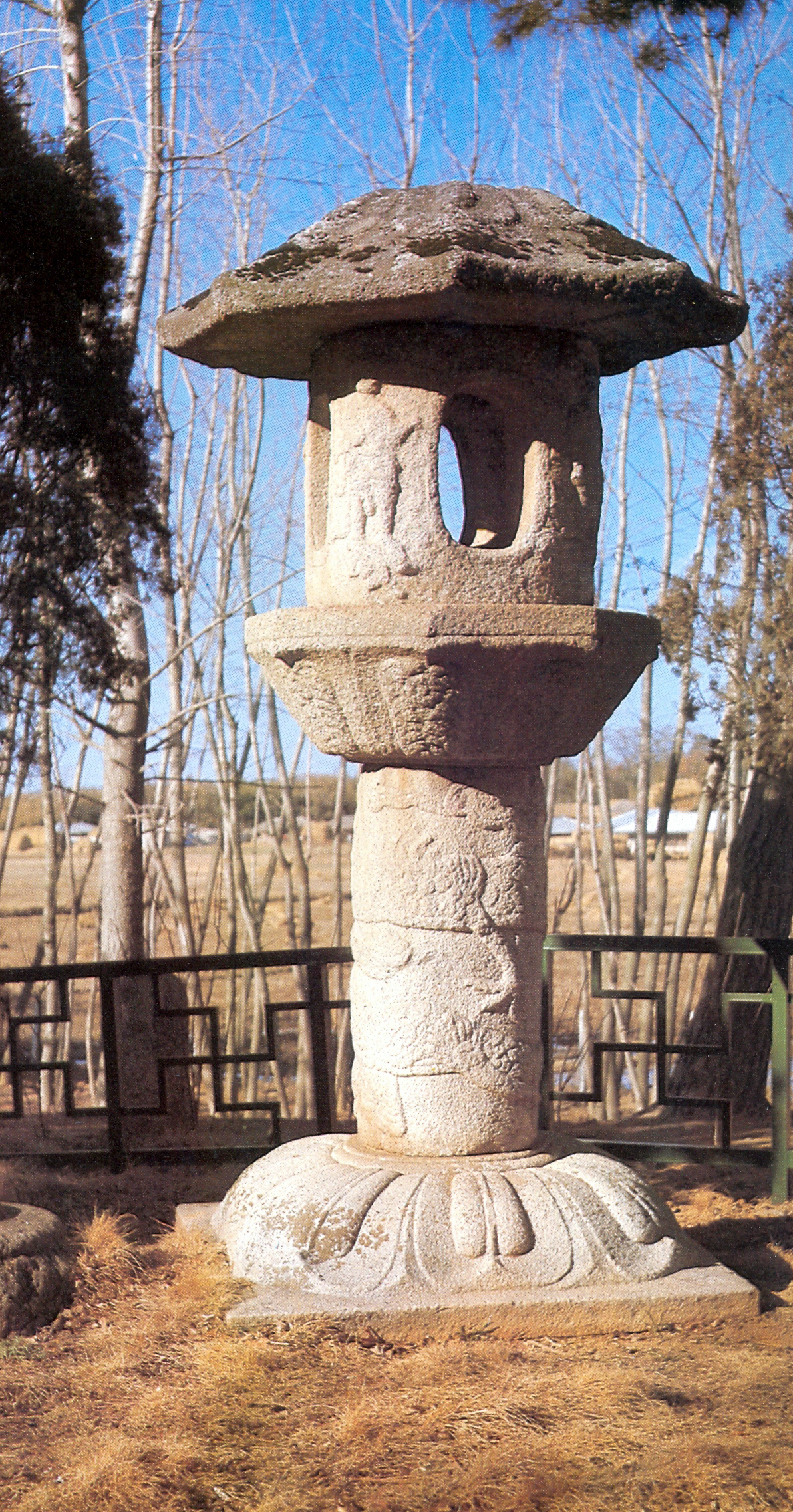
군산 발산리 석등
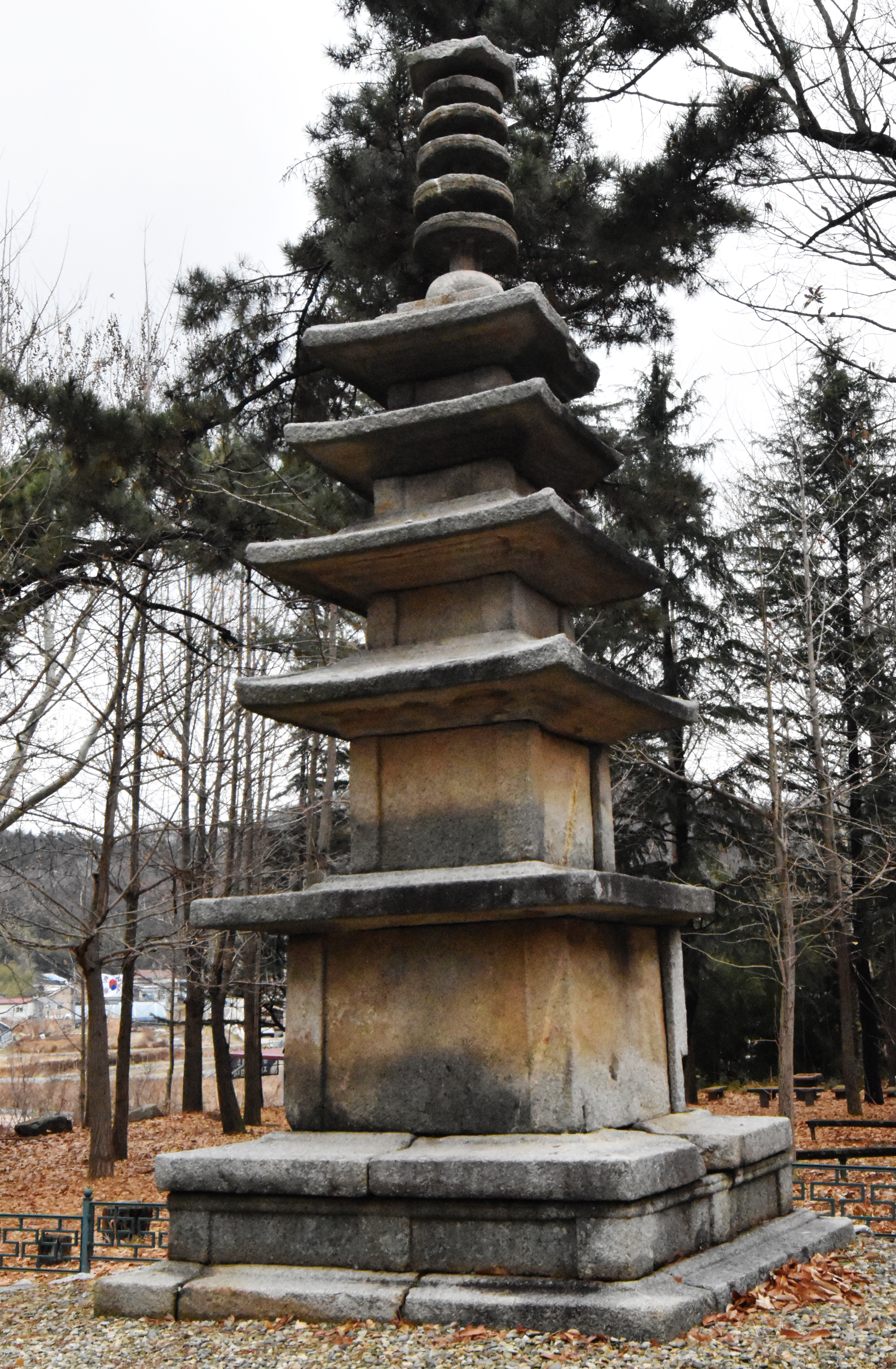
군산 발산리 오층석탑
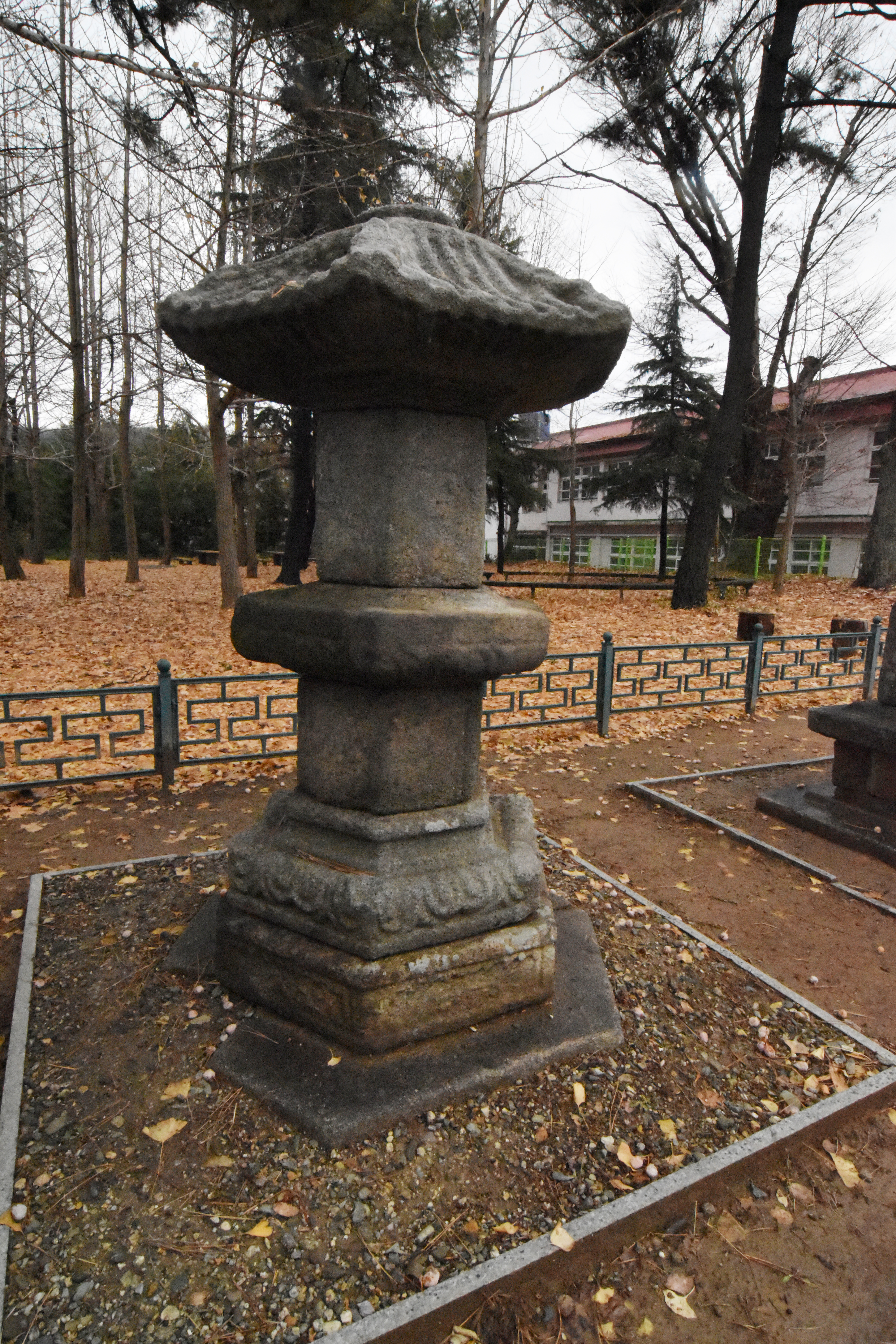
군산 발산리 육각부도
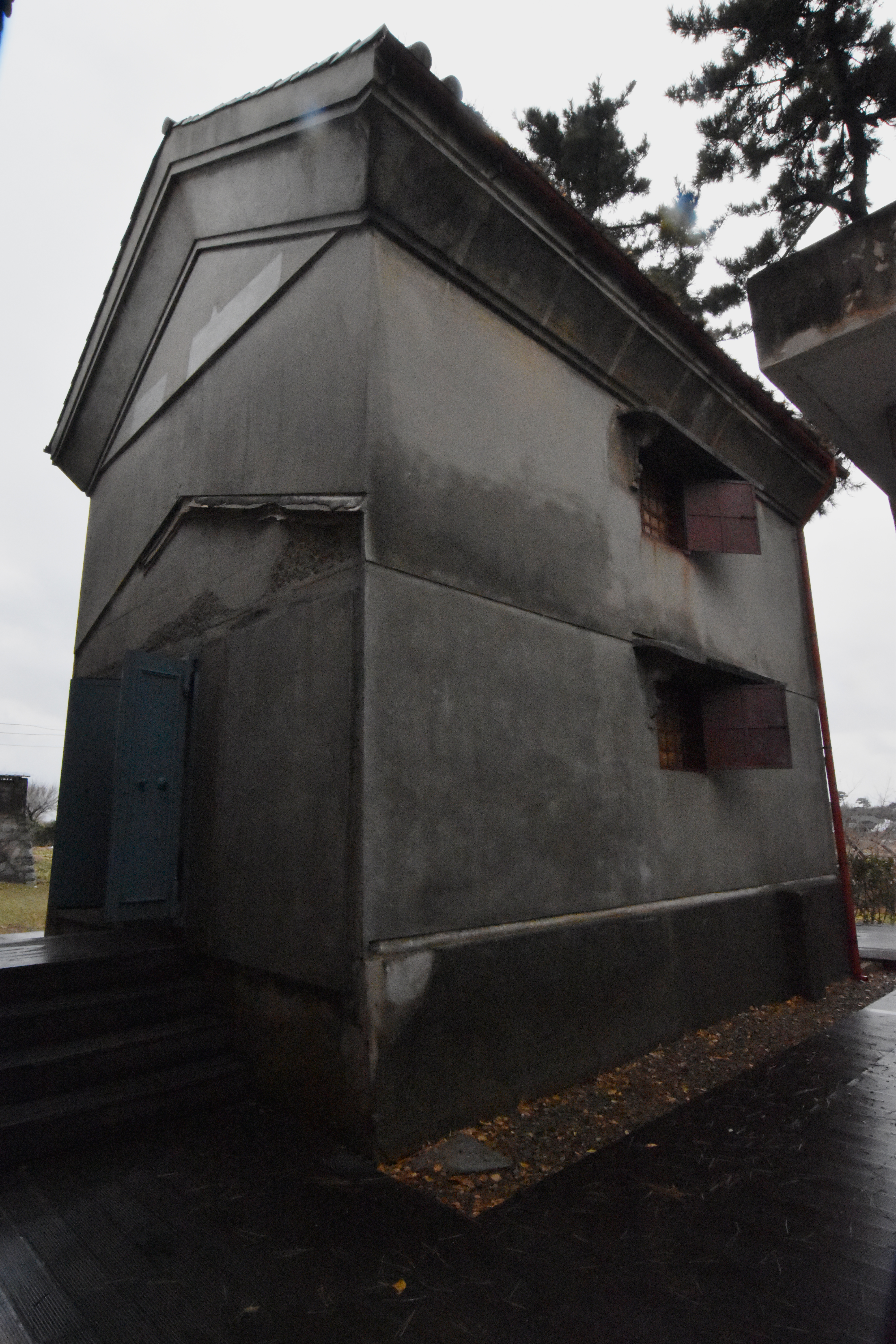
군산 발산리 구 일본인 농장 창고

발산초등학교는 작은 시골학교이지만 전국에서 유일하게 보물을 두 점이나 보유하고 있는데 발산리 오층석탑과 석등이 그것이다. 석탑은 간결하고 아름다운 모습의 고려 전기 석탑이고, 석등은 기둥에 해당되는 간각주에 용과 구름무늬가 새겨져 있는 매우 특이한 형태로 보물로 지정되었다.
- 군산 발산리 석등 - 보물 제234호
- 군산 발산리 오층석탑 - 보물 제276호
- 군산 발산리 육각부도 - 전라북도 문화재자료 제185호
- 군산 발산리 구 일본인 농장 창고 - 등록문화재 제182호

## 참고 자료
- 발산초등학교 - 한국교육학술정보원 학교알리미